# Richtlinie 76/211/EWG (Fertigpackungsrichtlinie)
Die Richtlinie 76/211/EWG des Rates vom 20. Januar 1976 zur Angleichung der Rechtsvorschriften der Mitgliedstaaten über die Abfüllung bestimmter Erzeugnisse nach Gewicht oder Volumen in Fertigpackungen (inoffiziell kurz EU-Fertigpackungsrichtlinie) ist eine EG-Richtlinie, die regelt, in welchem Maße die Masse oder das Volumen des Inhalts einer Packung vom Aufdruck auf der Packung abweichen darf.
Das stilisierte kleine ℮ steht für die Abkürzung quantité estimée (= frz. für „geschätzte, veranschlagte Menge“)

Nach der EU-Fertigpackungsrichtlinie befüllte Verpackungen werden mit diesem Symbol gekennzeichnet (Spezifikation des Zeichens in grau ergänzt)

## Hintergrund
Beim Befüllen von Verpackungen mit Abfüllanlagen lassen sich Schwankungen nicht vermeiden. Der tatsächliche Inhalt der Verpackung stimmt dann mit dem Aufdruck auf der Packung nicht überein. Um die Verbraucher nicht zu benachteiligen, haben viele Staaten die maximal erlaubte Abweichung gesetzlich festgelegt.
In den Ländern der Europäischen Union galten bis zum Inkrafttreten der Fertigpackungsrichtlinie unterschiedliche Regelungen. Sie unterschieden sich in den erlaubten Abweichungen und der Bedeutung der Mengenangabe. Diese gab in einigen Ländern die Mindestmenge und in anderen die Durchschnittsmenge an.
Die EU-Fertigpackungsrichtlinie hat diese unterschiedlichen Regelungen durch ein einheitliches Regelwerk ersetzt. Danach muss der Inhalt einer Verpackung den folgenden Bestimmungen genügen:
- Die tatsächliche Menge entspricht im Durchschnitt der angegebenen Menge (Durchschnittsprinzip)
- Nur bei einer geringen Zahl von Verpackungen unterschreitet die tatsächliche Menge die angegebene Menge um mehr als die maximal zulässige Abweichung
- Bei keiner Verpackung unterschreitet die tatsächliche Menge die angegebene Menge um mehr als das Doppelte der maximal zulässigen Abweichung.

Die maximal nach unten zulässige Abweichung hängt von der Packungsgröße ab.
| von (g oder ml) | bis (g oder ml) | maximale Abweichung in % des angegebenen Packungsinhalts | maximale Abweichung absolut (g oder ml) |
| --------------- | --------------- | -------------------------------------------------------- | --------------------------------------- |
| 5               | 50              | 9,0                                                      | –                                       |
| 50              | 100             | –                                                        | 4,5                                     |
| 100             | 200             | 4,5                                                      | –                                       |
| 200             | 300             | –                                                        | 9,0                                     |
| 300             | 500             | 3,0                                                      | –                                       |
| 500             | 1000            | –                                                        | 15,0                                    |
| 1000            | 10000           | 1,5                                                      | –                                       |

Produktgrößen aus Füllanlagen, die der Richtlinie entsprechen, werden mit dem Schätzungszeichen ℮ gekennzeichnet, das von einem kleinen „e“ abgeleitet ist. Dieses Symbol muss mindestens 3 mm hoch sein. Es kann der jeweiligen Mengenangabe vorangesetzt oder nachgestellt sein; z. B. „℮ 250 g“ oder „1314 ml ℮“ oder „℮ 1 Liter“.

## Computertypografie
Das ℮ ist im Unicode-Block Buchstabenähnliche Symbole (letterlike symbols) enthalten und kann in verschiedenen Systemen durch Tastenkombinationen oder Codes erzeugt werden:
| Apple Macintosh   | in Zeichenpalette suchen nach ESTIMATED SYMBOL                                                  |
| HTML              | &#8494; oder &#x212e;                                                                           |
| Microsoft Windows | Alt + +212E oder 212E Alt + X oder Alt (halten) + 8494 (am Numerischen Block) + Alt (loslassen) |
| Microsoft Word    | U+212e                                                                                          |
| OpenOffice.org    | Strg + Umschalttaste + 212E                                                                     |
| TeX               | \textestimated (benötigt textcomp)                                                              |
| Unicode           | U+212E                                                                                          |
| XML               | &#x212e;                                                                                        |
| Python            | u"\u212e" oder u"\N{ESTIMATED SYMBOL}"                                                          |